# Manuel Pizarro Cenjor
Manuel Pizarro Cenjor (Murcia, 2 de noviembre de 1889-Teruel, 3 de julio de 1954) fue un militar español que alcanzó el grado de general, ocupando el cargo de subdirector de la Guardia Civil y otros puestos de responsabilidad durante la dictadura franquista. Es abuelo del político y empresario Manuel Pizarro Moreno.

## Biografía
Ingresó en la Academia de Infantería de Toledo en 1904, y en 1910 pasa a la Guardia Civil. En 1918 ascendió a capitán y fue uno de los enviados, a petición del gobierno de El Salvador, a la nación centroamericana para la reorganización de la Guardia Nacional. Permaneció allí de 1923 a 1926, siendo asimilado a teniente coronel de la Guardia Nacional. En El Salvador nació uno de sus hijos, Manuel Pizarro Indart, padre de Manuel Pizarro Moreno.
Tras la guerra civil fue nombrado gobernador civil de Granada y Teruel, encargándose fundamentalmente de la lucha contra la guerrilla antifranquista. A esta última fue trasladado el 28 de julio de 1947, como gobernador civil y jefe del Movimiento en esa provincia –puestos que ostentó hasta 1954–, ocupando también el cargo de jefe de la Guardia Civil en la V Región Militar.
Su misión era, como en lugares anteriores, sofocar los movimientos del maquis en la provincia, particularmente intensa por la presencia en el área de la Agrupación guerrillera de Levante y Aragón (AGLA), tarea en la que tuvo éxito, declarando las áreas rurales como «zona de guerra». En este contexto se produjo la masacre de Monroyo del 11 de noviembre de 1947, entre otras.
Durante su etapa como gobernador civil logró algunas cosas para la provincia, como los riegos de Valmuel o el embalse del Arquillo de San Blas.
Falleció el 3 de julio de 1954. Fue enterrado en el cementerio de Teruel.

## Reconocimientos
Una calle de Teruel, la «General Pizarro», llevó este nombre en su memoria desde los años cincuenta. Con motivo de la aprobación de la Ley de Memoria Histórica se cambió en 2009 su nombre por el de «Portal de Valencia», el nombre que tenía desde la época medieval. En la ciudad de Granada sigue existiendo una calle con su nombre.

## Condecoraciones
- Gran Cruz de la Orden Civil del Mérito Agrícola (1952)[9]
- Gran Cruz de la Orden del Mérito Civil (1954)[10]